# Radio Pública de Armenia
Radio Pública de Armenia (en armenio: Հայաստանի Հանրային Ռադիո; Hayastani Hanrayin Radio) es la emisora pública de radio de Armenia. Fue fundada el 1 de septiembre de 1926 y actualmente gestiona un canal nacional (dirigida a Armenia y a la República de Artsaj), una radio internacional y cuatro orquestas.
Es miembro activo de la Unión Europea de Radiodifusión desde 2005.

## Historia
El 1 de septiembre de 1926, las autoridades de la República Socialista Soviética de Armenia pusieron en marcha la primera emisora de radio del país, «La Voz de Ereván», con una programación experimental de 25 minutos que solo podía sintonizarse en la capital. Durante un año se ofrecieron programas musicales y boletines informativos en pruebas, hasta que el 15 de junio de 1927 se estableció la emisión regular. La calidad del servicio mejoró después de la Segunda Guerra Mundial, cuando se amplió la cobertura e incluso se creó un segundo canal musical. La programación era tanto en armenio como en ruso.
Las primeras emisiones internacionales en habla armenia comenzaron el 10 de agosto de 1947, dirigidas para la diáspora armenia. El encargado de inaugurar este servicio fue el actor Vahram Papazian. No obstante, los armenios no tuvieron su propia emisora internacional hasta 1967, a la que llamaron «Radio Ereván».
Desde 1962, toda la república tenía cobertura nacional de radio.
La independencia de Armenia y la disolución de la Unión Soviética motivaron la nacionalización de la radiotelevisión. El gobierno armenio decidió que los medios públicos fuesen gestionados por empresas estatales independientes, dando origen a la Radio Pública de Armenia y la Televisión Pública Armenia. En 2005 se convirtió en miembro activo de la Unión Europea de Radiodifusión.